# Jaroslav Marvan
Jaroslav Marvan (ur. 11 grudnia 1901 w Žižkovie, zm. 21 maja 1974 w Pradze) – czeski aktor filmowy, teatralny i telewizyjny.

## Biografia
Urodził się i wychował w Žižkovie, który był wtedy oddzielnym miastem (włączonym do Pragi dopiero w 1922). W 1919 ukończył szkołę średnią i podjął pracę jako urzędnik. W 1920 został przeniesiony do Użhorodu, gdzie pracował do 1923, a jednocześnie zaczął występować w teatrze amatorskim. Po powrocie do Pragi początkowo łączył pracę zawodową z gościnnymi występami w różnych teatrach. Ostatecznie w 1926 zakończył karierę urzędniczą i został zawodowym aktorem teatrów praskich: Teatru Vlasty Buriana (do 1943), Teatru na Vinohradach (do 1950), Teatrów Miejskich (do 1954), Teatru Narodowego (do 1972). Wystąpił w wielu filmach, zaczynając od kina niemego, a kończąc na produkcjach telewizyjnych. Jest pochowany w mauzoleum Slavín na Cmentarzu Wyszehradzkim w Pradze.

## Wybrane role filmowe
- 1926: Dobry wojak Szwejk (Dobrý voják Švejk) – strażnik
- 1926: Švejk v ruském zajetí – rosyjski policjant
- 1929: Páter Vojtěch – Josef Knotek
- 1930: Święty Wacław (Svatý Václav) – słowiański książę, mąż Přibyslavy
- 1930: C. a k. polní maršálek – służący prawdziwego marszałka polnego
- 1931: Aféra plukovníka Redla – sędzia śledczy
- 1931: Dzielny wojak Szwejk (Dobrý voják Švejk)  – pułkownik Kraus
- 1931: Chłopcy z rezerwy (Muži v offsidu) – komisarz policji
- 1933: Adiutant Jego Wysokości (Pobočník Jeho Výsosti) – pułkownik
- 1934: Dziadziuś (Nezlobte dědečka) – dr Karner, psychiatra
- 1935: Milan Rastislav Štefánik – serbski major
- 1936: Jánošík – zbójnik
- 1938: Bracia Hordubalowie (Hordubalové) – biegły sądowy
- 1939: Krystian (Kristián) – Král, dyrektor biura podróży
- 1939: Droga do głębi duszy studenckiej (Cesta do hlubin študákovy duše) – prof. Vobořil
- 1940: Katakumby (Katakomby) – Sýkora
- 1940: Przyjaciółka pana ministra (Přítelkyně pana ministra) – minister handlu dr Jaroslav Horák
- 1941: Ukochany (Roztomilý člověk) – dr Kouřil, adwokat
- 1941: Cioteczka (Tetička) – Arnošt Dusbaba
- 1941: Nocny motyl (Noční motýl) – pracodawca Marty
- 1942: Ryba na sucho (Ryba na suchu) – starosta Jaroslav Hořánek
- 1942: Miasteczko na dłoni (Městečko na dlani) – Zimmerheier
- 1945: Řeka čaruje – Lebeda, przyjaciel Koháka
- 1946: 13 komisariat (13. revír) – Svatopluk Čadek, inspektor policji
- 1947: Nikt nic nie wie (Nikdo nic neví) – kierowca Martin Plechatý
- 1949: Praga roku 1848 (Revoluční rok 1848) – Fastr
- 1952: Wielka przygoda (Velké dobrodružství) – Vojta Náprstek
- 1952: Z cesarsko-królewskich czasów opowiadań kilka (Haškovy povídky ze starého mocnářství) – radca Benzet
- 1953: Wakacje z aniołem (Dovolená s Andělem) – Gustav Anděl, kontroler biletów
- 1954: Ekspres z Norymbergi (Expres z Norimberka) – innowator František Čapek
- 1955: Orkiestra z Marsa (Hudba z Marsu) – stolarz Václav Rehák
- 1956: Vzorný kinematograf Haška Jaroslava – Honzátko
- 1959: Co tydzień niedziela (Pět z milionu) – majster Karpíšek
- 1962: Haszek i jego Szwejk (Большая дорога / Velká cesta) – generał Václav
- 1966: Upiór z Morrisville (Fantom Morrisvillu) – inspektor Brumpby ze Scotland Yardu
- 1968: Šíleně smutná princezna – król Jindřich
- 1971: Pieniczka i Parapliczko (Pěnička a Paraplíčko) – radca Vacátko
- 1971: Zaloty pięknego dragona (Partie krásného dragouna) – radca Vacátko
- 1971: Zbrodnia w hotelu Excelsior (Vražda v hotelu Excelsior) – radca Vacátko
- 1972: Śmierć czarnego króla (Smrt černého krále) – radca Vacátko
- 1973: Noc na Karlsztejnie (Noc na Karlštejně) – burgrabia

## Nagrody i wyróżnienia
- 1940: Narodowa Nagroda Aktorska (Národní cena za herecký výkon)[4]
- 1951: Nagroda Państwowa II stopnia (Státní cena II. stupně)[4]
- 1953: tytuł honorowy „zasłużony artysta” (Zasloužilý umělec)[5]
- 1958: odznaczenie „Za zásluhy o výstavbu”[2]
- 1970: nagroda telewizyjna „Zlatý krokodýl”[2]
- 1971: tytuł honorowy „artysta narodowy” (Národní umělec) za znaczący wkład w rozwój czeskiego aktorstwa[4]